# Thasus heteropus
Thasus heteropus är en insektsart som först beskrevs av Pierre André Latreille 1811.  Thasus heteropus ingår i släktet Thasus och familjen bredkantskinnbaggar. Inga underarter finns listade i Catalogue of Life.